# Анджей Залуцький
Анджей Залуцький (пол. Andrzej Załucki; нар. 2 вересня 1941 року, Коломия) — польський дипломат, віце-міністр закордонних справ Республіки Польща (2002—2005), посол Польщі в Російській Федерації (1996—2002) та в Чеській Республіці (2005—2006).

## Біографія
Закінчив філологічно-історичний факультет Краківського педагогічного університету.
У 1965—1973 роках брав активну участь в Асоціації польських студентів (став віце-президентом асоціації у Кракові та секретарем Генеральної ради у Варшаві). У 1973—1978 роках працював у Празі, де був заступником голови Міжнародної студентської спілки. З 1978 року — інспектор відділу закордонних справ ЦК Польської об'єднаної робітничої партії. З 1984 по 1988 рік працював радником в посольстві Польської Народної Республіки в Мексиці. Після повернення з Мексики до 1990 року він знову був інспектором в ЦК. Після розпуску партії займався бізнесом, був заступником директора з міжнародних справ в Савімбанку (1990—1991) та заступником директора Frisol (1992—1994).
У 1995—1996 роках був віцедиректором політичного кабінету прем'єр-міністра, потім у 1996 році заступником державного секретаря Міністерства національної оборони. З 1996 по 2002 рік — Надзвичайний та Повноважний Посол Республіки Польща в Російській Федерації.
З 2002 по 2005 рік він був заступником державного секретаря Міністерства закордонних справ. З листопада 2005 по березень 2006 року був Надзвичайним та Повноважним Посолом Республіки Польща в Чеській Республіці.

## Нагороди
- орден князя Ярослава Мудрого V ступеня (Україна, 2004) — за вагомий особистий внесок у популяризацію історико-культурної спадщини, розвиток міжнародного співробітництва і двосторонніх відносин між Україною і Республікою Польща[4];